# جامعة نور
تأسست جامعة نور في بوليفيا كمدرسة بهائية للتعليم العالي في شهر آب عام 1984، وبدأت عامها الدراسي الأول في شهر نيسان عام 1985.

## التاريخ
بعد إنشاء مؤسسة التنمية المتكاملة لبوليفيا (FUNDESIB) في عام 1982، حصلت جامعة نور على المرسوم الرئاسي رقم 20441 الذي سمح بتأسيسها كجامعة خاصة. بدأت في تقديم برامج البكالوريوس عام 1985، وأصبحت أول كلية للدراسات العليا في بوليفيا في عام 1994.
في عام 1996، قامت نور بتدريب 2000 معلم ريفي كوكلاء لتنمية المجتمع في بوليفيا، و300 معلم في مقاطعة لا ريوخا في الأرجنتين.
تعاقدت وزارة التعليم والثقافة والرياضة البوليفية مع جامعة نور في عام 1999 لتعزيز القدرات الأكاديمية والإدارية لكليتين حكوميتين لإعداد المعلمين: INSPOC في كاميري، وINS Rafael Chávez Ortiz في بورتاشويلو.
تضم الجامعة 4000 طالب مسجّل في 17 برنامجًا جامعيًا ودراسات عليا تُقدَّم بدوام كامل أو جزئي، أو من خلال التعليم عن بعد.

## الاعتماد والتكريم
في عام 2000، حصلت الجامعة على أعلى وسام تمنحه حكومة بلدية سانتا كروز، وهو "وسام الاستحقاق البلدي"، وذلك تقديرًا لجهودها في الخدمة المجتمعية التي طورتها من خلال برنامج UNIRSE (طلاب الجامعة في خدمة المجتمع). وفي العام ذاته، نالت جامعة نور جائزة "رواد التعليم" التي يمنحها المركز البوليفي للبحوث والعمل التربوي. في عام 2001، دعت وزارة التعليم والثقافة والرياضة جميع الجامعات الخاصة في البلاد إلى الخضوع لعملية تقييم وفقًا للوائح الجامعات الخاصة الجديدة، وقد تم تقييم جامعة نور باعتبارها "جامعة كاملة".
وفي عام 2002، تم اختيار جامعة نور كـ"مركز للتميّز التعليمي" لمنطقة الأنديز، وهي مبادرة أطلقت في قمة الأمريكتين بدعم من الوكالة الأمريكية للتنمية الدولية (USAID).

## الروابط الخارجية
- الصفحة الرسمية